# Паук, Дьёрдь
Дьёрдь Па́ук (венг. Pauk György; 26 октября 1936, Будапешт — 18 ноября 2024) — венгерский скрипач, педагог.

## Биография
Родился в Будапеште в семье маклера по недвижимости Имре Паука (1906—1944) и Магдолины Лустиг (1910—1944). Поступил в Музыкальную академию Ференца Листа в возрасте девяти лет. После начала депортаций еврейского населения во время войны его отец был выслан в трудовой лагерь, где погиб. Дьёрдь укрывался с матерью, бабушкой и ещё несколькими семьями в общем убежище; в октябре 1944 года его мать была арестована и позже погибла, а Дьёрдь с бабушкой были интернированы в Будапештское гетто, где находились до освобождения советской армией. Родители отца были по отдельности депортированы в Освенцим, где погибли.
Обучался у Имре Вальдбауэра в 1945 году. С 1947 по 1949 год он учился у Яноша Темесвари, с 1949 года у Эде Затурецкого, а также у Золтана Кодая. После подавления Венгерского восстания 1956 года не возвращался в Венгрию. Это были годы его триумфального шествия по европейским скрипичным конкурсам, начиная с первого места на Третьем Международном конкурсе имени Паганини 1956 года (разделившие эту премию Паук и француз Пуле стали первыми в истории лауреатами конкурса, потому что в предыдущие два года первая премия не присуждалась). Далее последовал, среди прочего, первый приз на Международном конкурсе имени Лонг и Тибо в Париже (1959).
С 1961 года Дьёрдь Паук жил в Лондоне, где годом позже дебютировал в качестве солиста с Лондонским симфоническим оркестром под управлением Лорина Маазеля. В дальнейшем Паук выступал с такими дирижёрами, как Пьер Булез, Геннадий Рождественский, Георг Шолти и другими. Он также являлся профессором лондонской Королевской академии музыки и Винтертурской консерватории.
В репертуаре Паука успешно сочетались классические произведения (прежде всего Моцарт и Шуберт) с сочинениями современных композиторов: Лютославского, Пендерецкого, Шнитке и др.
Умер 18 ноября 2024 года в возрасте 88 лет.

## Мемуары
- Négy húron pendülök. Nyolcvan év emlékei. Budapest, 2016. Park Könyvkiadó. ISBN 9789633553152